# 윈도우 10X
윈도우 10X(영어: Windows 10X)는 듀얼스크린 운영 체제 OS로 2020년에 발표되었으나 개발이 중단된 운영 체제이다. 윈도우 코어 OS(WCOS) 기반의 서페이스 네오 등 태블릿 컴퓨터에 호환하기 위해 설계되었다. 마이크로소프트는 과거 프로젝트 안드로메다란 이름으로 OS와 운영체제를 개발하고 있었지만 시장성은 물론이고 완성도 문제까지 잇따르자 '윈도우 10X'로 방향성을 이어받았다. 2021년 5월 18일 개발이 중단되었다. 개발 버전을 돌리기 위해선 윈도우 10 21H1 버전이 설치되어야 한다.

## 개요
원래 서피스 네오와 다른 잠재적 폼 팩터와 같은 듀얼 스크린 장치에 사용하기 위해 발표된 윈도우 10X는 타일 없이 새롭게 설계된 시작 메뉴와 Win32 소프트웨어를 실행하기 위한 컨테이너 기술을 포함하여 그러한 장치의 상황에 맞는 상호작용 또는 "자세"를 중심으로 설계된 수정된 사용자 인터페이스를 특징으로 했다. 이 플랫폼은 크롬 OS의 직접적인 경쟁자로 묘사되었다. 2020년 5월 4일, 마이크로소프트는 윈도우 10X가 싱글 스크린 장치에 처음 사용될 것이며, 계속해서 OEM 파트너들과 협력하여 듀얼 스크린 장치를 시장에 출시할 적절한 시기를 찾을 것이라고 발표했다. 2021년 5월 18일, 윈도우 서비스 및 배송 책임자인 John Cable은 윈도우 10X가 맞춤형 제품으로 폐기되었으며 윈도우 10X용으로 개발되었던 개념이 향후 업데이트의 일부로 활용될 것이라고 말했다.

## 개발 중단
2021년 5월 18일에 윈도우 10X는 결국에는 개발이 중단되었고 윈도우 10X의 몇 가지 설계 변경 사항, 특히 중앙 작업 표시줄과 다시 디자인된 시작 메뉴는 윈도우 11에 도입되었다.

## 같이 보기
- 마이크로소프트 윈도우
- 마이크로소프트 윈도우의 역사
- 윈도우 NT
- 윈도우 8.1
- 윈도우 8
- 윈도우 7
- 윈도우 10
- 윈도우 11